# آیدلوایلد (میشیگان)
آیدلوایلد (به انگلیسی: Idlewild) یک منطقهٔ مسکونی در ایالات متحده آمریکا است که در میشیگان واقع شده‌است.